# Joël Abati
Joël Marc Abati, född 25 april 1970 i Fort-de-France på ön Martinique i Västindien, är en fransk före detta handbollsspelare (högernia/högersexa). Från 1995 till 2009 spelade han 204 landskamper och gjorde 585 mål för Frankrikes landslag.

## Klubbar
- Espoirs de Floréal (1985–1990)
- Saint-Michel Sports (1990–1991)
- Levallois SC (1991–1992)
- USM Gagny (1992–1995)
- US Créteil HB (1995–1997)
- SC Magdeburg (1997–2007)
- Montpellier HB (2007–2009)
- SC DHfK Leipzig (2011)

## Meriter i urval

### Med klubblag
- Champions League-mästare 2002 med SC Magdeburg
- EHF-cupmästare 1999, 2001 och 2007 med SC Magdeburg
- Tysk mästare 2001 med SC Magdeburg

### Med landslaget
- VM 2001 i Frankrike:  Guld
- EM 2002 i Sverige: 6:a
- VM 2003 i Portugal:  Brons
- EM 2004 i Slovenien: 6:a
- OS 2004 i Aten: 5:a
- VM 2005 i Tunisien:  Brons
- EM 2006 i Schweiz:  Guld
- VM 2007 i Tyskland: 4:a
- EM 2008 i Norge:  Brons
- OS 2008 i Peking:  Guld
- VM 2009 i Kroatien:  Guld (inkallad som reserv inför semifinalen)